# Frédéric Chopins Geburtshaus

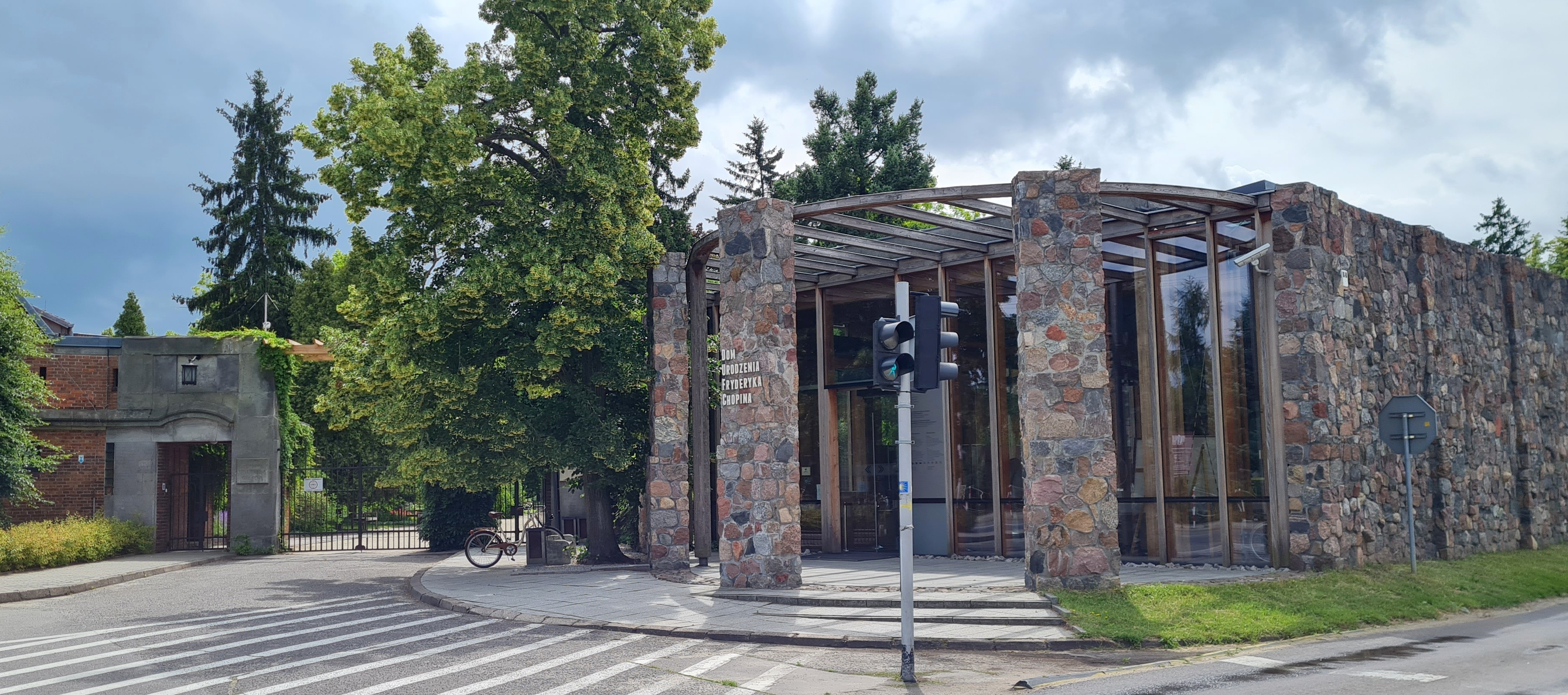
Eingangsbereich zum Museum

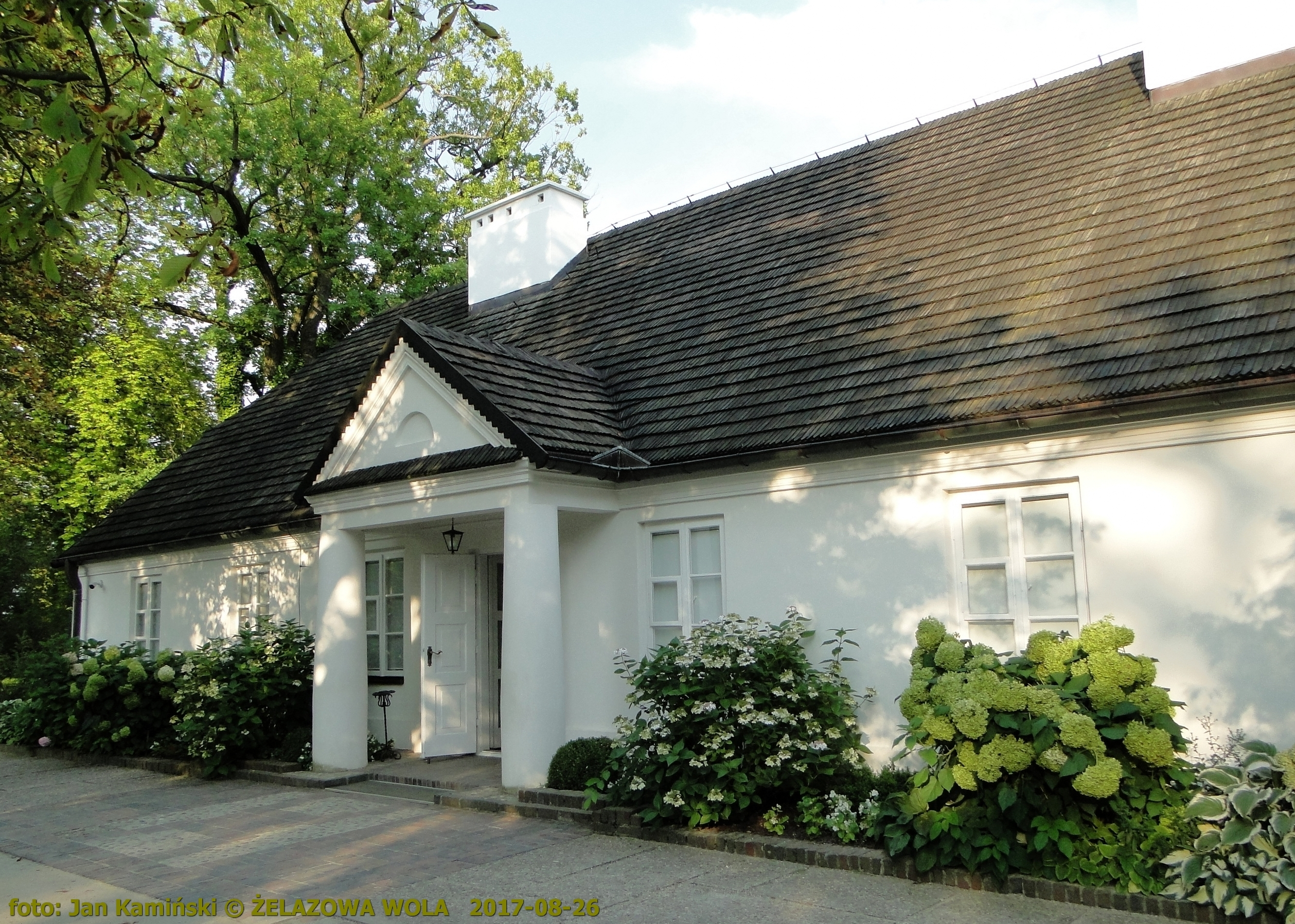
Das ehemalige östliche Nebengebäude, Chopins Geburtshaus

Frédéric Chopins Geburtshaus ist ein Museum in Żelazowa Wola, einem Dorf in der Gemeinde Sochaczew, Woiwodschaft Masowien in Polen. Dort kam 1810 der bedeutende Musiker und Komponist Frédéric Chopin zur Welt. Das Areal umfasst ein Nebengebäude (das sogenannte Herrenhaus) und einen sieben Hektar großen Landschaftspark am Fluss Utrata. Das Herrenhaus ist zusammen mit dem Park eine Außenstelle des Frédéric-Chopin-Museums Warschau, das vom Nationalen Frédéric-Chopin-Institut (Narodowy Institut Fryderyka Chopina) verwaltet wird.
Das Gebäude ist seit dem 25. September 1961 im polnischen Denkmalverzeichnis unter der Registernummer 284/61 eingetragen.

## Geschichte von Żelazowa Wola
Die erste Erwähnung des Dorfes stammt aus dem Jahr 1579. An der Wende vom 18. zum 19. Jahrhundert wurde das Dorf von der verarmten Familie der Grafen Skarbek gekauft. Kasper (1763–1823) und Ludwika Skarbek (1765–1827) lebten in einem Herrenhaus mit zwei Nebengebäuden (das heutige „Herrenhaus“ ist ein ehemaliges östliches Nebengebäude). Der Erzieher ihrer Kinder war Nicolas Chopin. In dieser Umgebung traf Nicolas Chopin auf Justyna Krzyżanowska, eine Verwandte Ludwikas aus verarmtem Adel. Als die beiden am 28. Juni 1806 heirateten, begrüßte Justyna Krzyżanowskas Familie die Verbindung.
Am 1. März (oder 22. Februar) 1810 wurde Frédéric als zweites Kind der Chopins im Dorf geboren. Sein Aufenthalt in Żelazowa Wola dauerte nicht lange, da die Chopins im Herbst nach Warschau zogen. Der junge Frédéric besuchte die Skarbeks später während der Ferien und Familienferien. Im Jahr 1812 brannte das Skarbek-Herrenhaus nieder, beide Nebengebäude blieben jedoch erhalten.
Während der Besuche des Komponisten auf dem Anwesen Skarbek wurde das Klavier mit in den Garten genommen, wo Frédéric unter den Linden Konzerte gab. Die versammelten Gäste und Familienangehörigen waren nicht die einzigen Zuhörer – die Klänge des Klaviers lockten die Bewohner der umliegenden Dörfer an (wie sich Antoni Krysiak, ein Bauer aus Żelazowa Wola und ein Kollege von Frédéric Chopin, erinnerte). Im Sommer 1830 kam Frédéric Chopin nach Żelazowa Wola, wo die gesamte Chopin-Familie Sommerferien machte. Dies war sein letzter Besuch auf dem Gut.
Im Jahr 1834 beging Michał Skarbek Selbstmord und seine Familie verkaufte Żelazowa Wola an die Szuberts. Im Jahr 1840 wurde Baron Eugehard der Erbe von Żelazowa Wola und bald darauf die Familie Peszl. Der nächste Besitzer in den Jahren 1859–1879 war Adam Towiański. Zum Gut gehörten Höfe in Mokas und Żelazowa Wola sowie die Dörfer Żelazowa Wola, Chodakówek, Budy Żelazowskie und Towiany (heute Teil von Mokas). Allein in Żelazowa Wola gab es 11 Backsteingebäude, 12 Holzgebäude und eine Wassermühle. Ab 1879 blieb das Herrenhaus in den Händen von Aleksander Pawłowski, der in Chopins Geburtshaus ein Lagerhaus einrichtete.
Im Jahr 1894 wurde auf Initiative des russischen Komponisten Mili Alexejewitsch Balakirew im Park das von Bronisław Żochowski-Brodzic entworfene Frédéric-Chopin-Denkmal mit einem von Jan Woydyga entworfenen Medaillon enthüllt. Im Ersten Weltkrieg brannte das rechte Nebengebäude des Gutshofes ab. Im Jahr 1918 wurde der Besitz von Żelazowa Wola unter den örtlichen Bauern aufgeteilt.

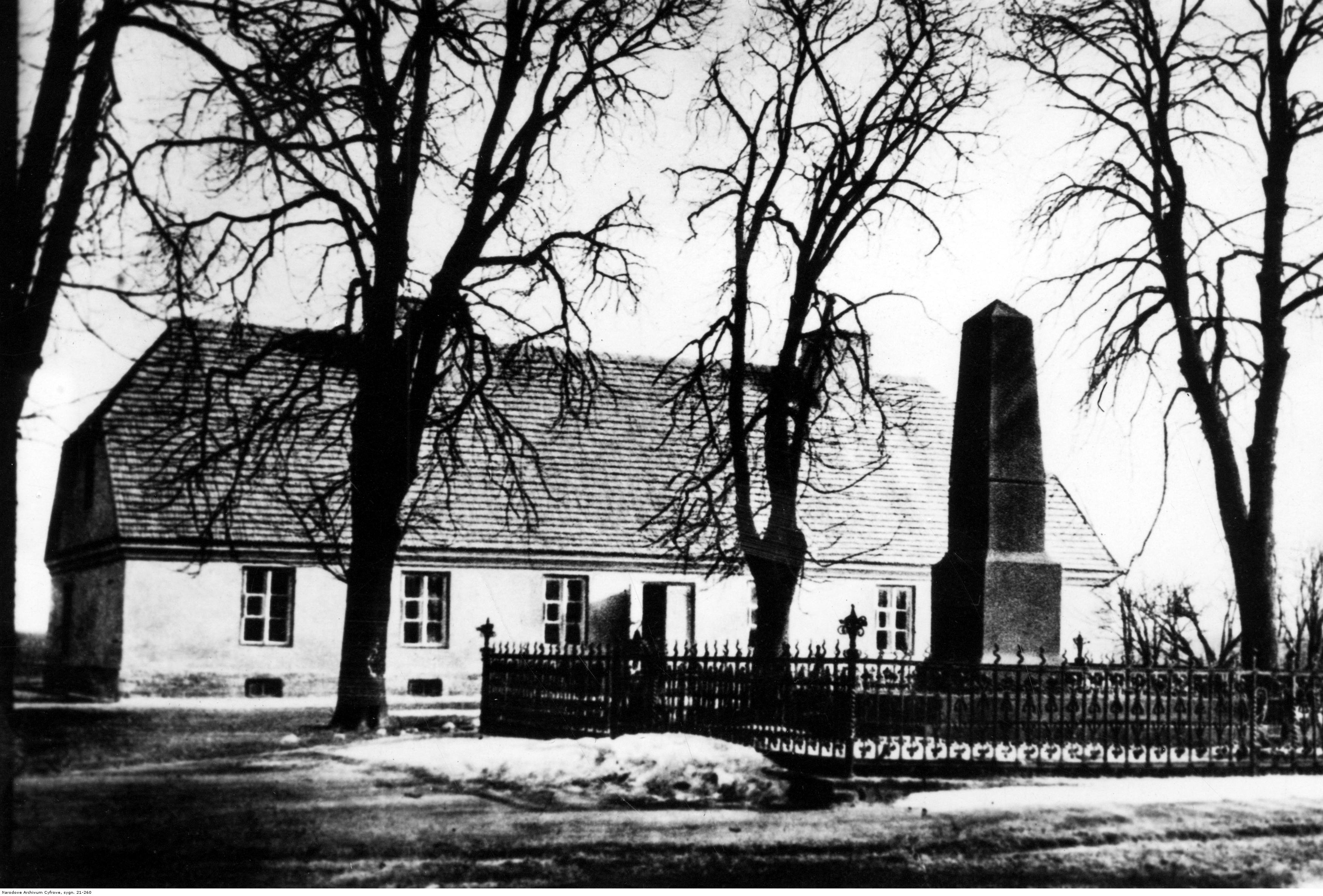
Das Haus wohl in den 1920er Jahren (vor Errichtung der Säulenveranda)

Im Jahr 1928 kauften die Warschauer Gesellschaft der Freunde des Chopin-Hauses und das Chopin-Komitee aus Sochaczew das Nebengebäude und drei Hektar Land rund um das Gebäude für 40.000 Złoty von Roch Szymaniak, der seit 1918 Eigentümer des Grundstücks war.
Im Zweiten Weltkrieg waren im Gutshof deutsche Soldaten stationiert. Bei Kriegsende befand sich dort ein Krankenhaus. In dieser Zeit gingen viele wertvolle Gegenstände aus dem Herrenhaus verloren, darunter ein Pleyel-Konzertflügel und zwei Sessel von Chopin.

## Die Architektur des Gebäudes

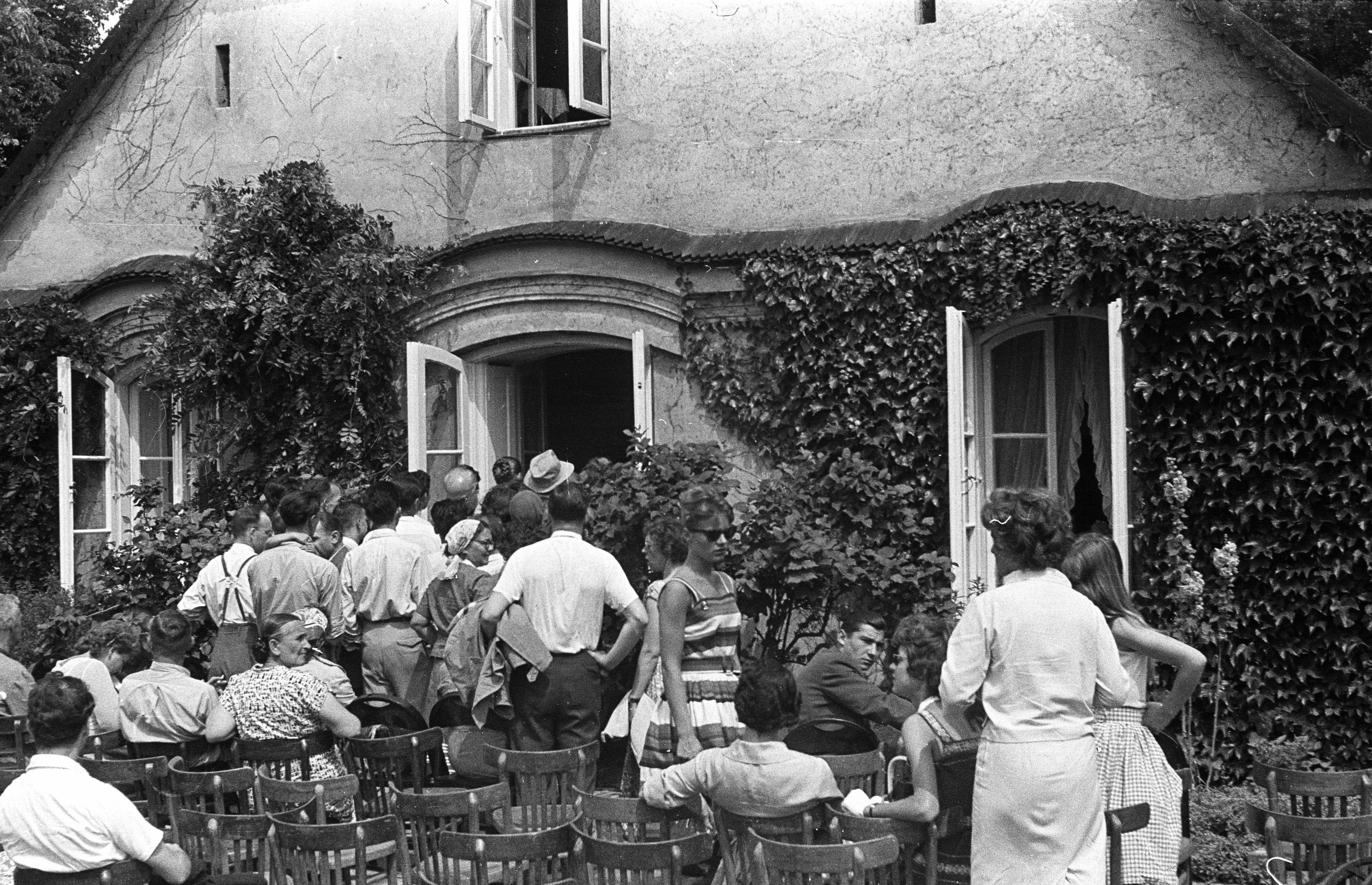
Das Haus 1958

Das heutige Herrenhaus in Żelazowa Wola wurde um 1800 als linkes Nebengebäude des Herrenhauses von Kasper und Ludwika Skarbek erbaut. Dieses Nebengebäude, das die Chopins nach ihrer Heirat im Jahr 1806 bewohnten, war ein kleines Backsteingebäude mit einem hohen und steilen Dach, großen Fenstern und zwei Mansardzimmern. Im Inneren befanden sich sieben mit Kalkfarbe weiß getünchte Räume.
Während der Napoleonischen Kriege im Jahr 1812 brannte das eigentliche Herrenhaus ab. Nur die zwei Nebengebäude blieben erhalten. Bis 1834 wohnten die Besitzer im rechten der beiden. Nach der Übernahme des Anwesens durch Adam Towiański in den 1860er Jahren wurde das Nebengebäude renoviert und sein ursprüngliches Aussehen verändert (unter anderem wurde eine Veranda hinzugefügt). Im Ersten Weltkrieg brannte das rechte Nebengebäude ab und vom Herrenhaus blieb nur noch ein baufälliges Gebäude übrig.
Das aktuelle Nebengebäude ist ein einstöckiges, rechteckiges Haus. Von der Vorderseite gibt es eine Veranda mit einem dreieckigen Giebel, getragen von zwei Säulen. Die Innenaufteilung ist zweischiffig mit einem Vestibül auf der Gebäudeachse. Die Decken sind mit Balken versehen und das Satteldach ist mit Schindeln gedeckt. Über den Fenstern und dem Eingang befinden sich in den Giebelwänden profilierte Gesimse.
Im Erdgeschoss des Gebäudes befinden sich heute fünf Räume: ein Zimmer mit Kamin (die ehemalige Küche), „Vaters Zimmer“ (Musiksaal), das Esszimmer, das Zimmer der Mutter (Geburtsort von Frédéric Chopin) und ein Kinderzimmer. Die heutige Anordnung der Innenräume ist symbolisch, da ihre Anordnung zur Zeit Chopins unbekannt ist.
Gemäß Artikel 2 des Gesetzes vom 3. Februar 2001 zum Schutz des Erbes von Frédéric Chopin wurde das Herrenhaus in Żelazowa Wola zusammen mit dem es umgebenden historischen Park als nationales Kulturgut anerkannt, das einem besonderen Schutz unterliegt.

## Park

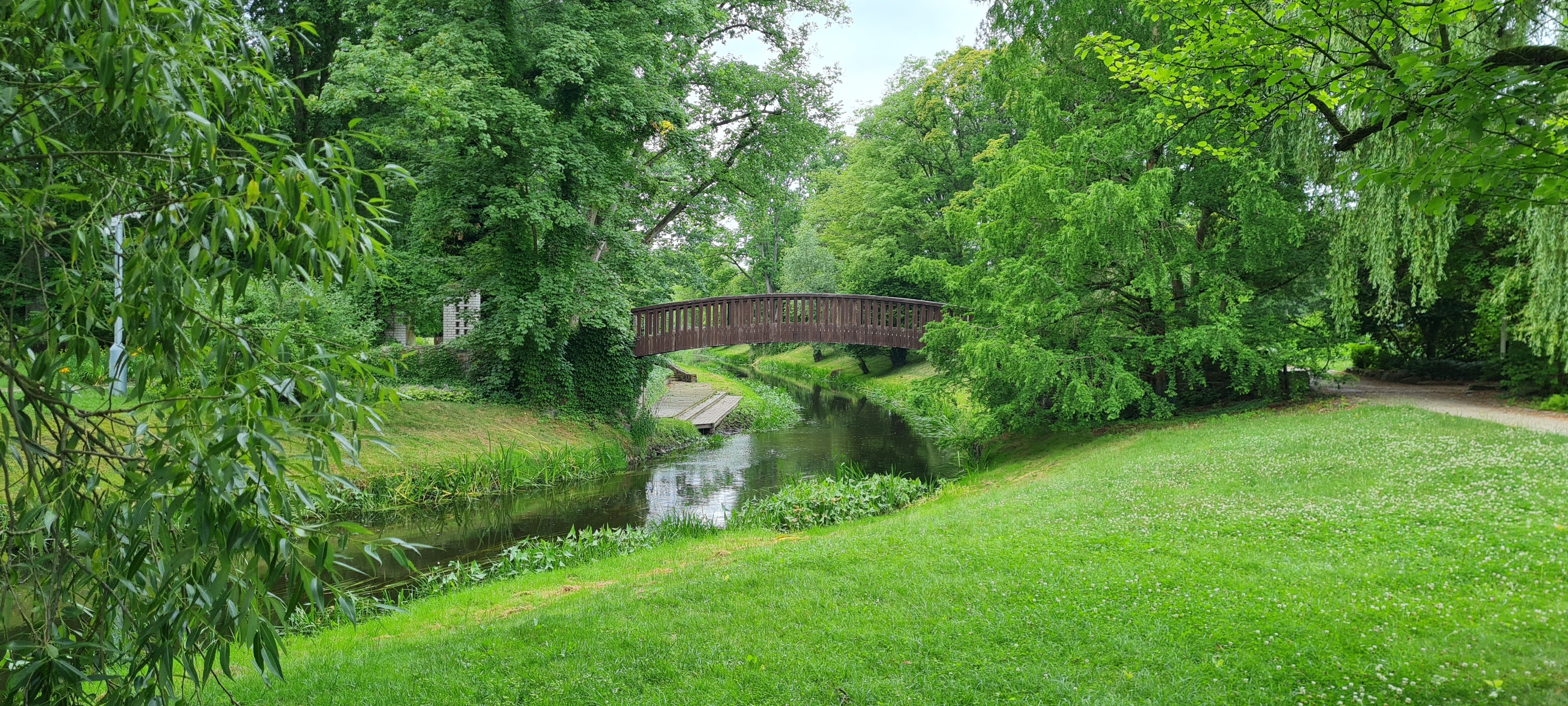
Park mit Brücke über die Utrata

Der Landschaftspark stammt aus dem 18. Jahrhundert und wurde später nach einem Entwurf von Kamil Jamme aus dem Jahr 1871 umgestaltet. Nach der Parzellierung des Anwesens im Jahr 1918 wurde der Park durch das Fällen von Bäumen verändert.
Im Jahr 1928 wurde das Gelände mit dem Nebengebäude und drei Hektar Land rund um das Gebäude von der Warschauer Gesellschaft der Freunde des Chopin-Hauses und dem Chopin-Komitee gekauft. Im Jahr 1932 wurden weitere 3 Hektar von Roch Szymaniak erworben. Das Revitalisierungsprojekt des Parks wurde vom Architekten Franciszek Krzywda-Polkowski entwickelt. Die Arbeiten wurden in den Jahren 1932 bis 1937 durchgeführt.
Im sieben Hektar großen Park am Fluss Utrata befinden sich Bäume, Sträucher, Stauden und Zwiebelpflanzen aus Polen und der ganze Welt. Darunter sind Weiden, Ahorne, Eichen, Pappeln, Amerikanische Rot-Kiefern, Kolorado-Tannen, Japanische Berberitzen und Kakibäume.

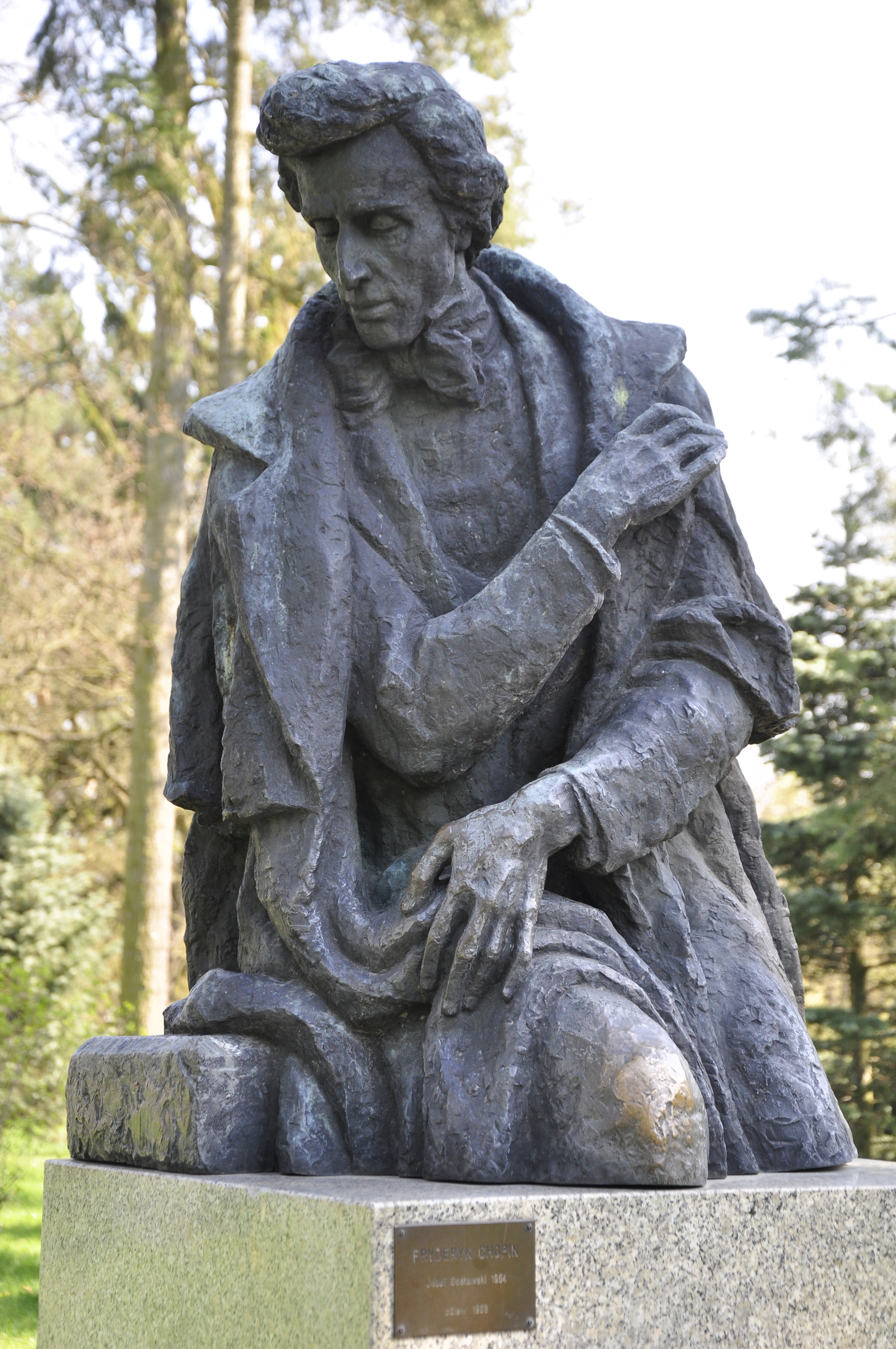
Frédéric-Chopin-Denkmal in Żelazowa Wola

Darüber hinaus gibt es im Park zahlreiche Denkmale für Frédéric Chopin: je einen Obelisk im Park und in unmittelbarer Nähe des Herrenhauses, das Frédéric-Chopin-Denkmal in Żelazowa Wola von Józef Gosławski und eine Büste von Stanisław Sikora.
Eine breite Hauptallee führt vom Eingangstor zu einem mit Kastanienbäumen bepflanzten Innenhof. Hier spielte der junge Frédéric auf dem im Salon ausgestellten Klavier, als er Żelazowa Wola besuchte.

## Geschichte des Museums
Im Jahr 1926 wurden zwei Organisationen mit dem Ziel gegründet, Żelazowa Wola aus Privatbesitz zu kaufen: die Warschauer Gesellschaft der Freunde des Chopin-Hauses und das Sochaczew Chopin-Komitee. Nach zweijähriger Anstrengung gelang es ihnen, dieses Ziel zu erreichen. Im Jahr 1931 begann das Chopin-Haus-Baukomitee mit der Renovierung des vom Architekten Julian Żakowski entworfenen Gebäudes. In den 1930er Jahren wurde der Innenraum mit Möbeln aus dem 19. Jahrhundert ausgestattet, die von Lech Niemojewski entworfen wurden. Bei der Gelegenheit erhielt das Haus auch die Säulenveranda um Eingangsbereich. Am 17. Oktober 1931 wurde das Gut symbolisch eröffnet. Der Ausbruch des Zweiten Weltkriegs verhinderte die offizielle Eröffnung vorerst.
Nach der Zerstörung im Zweiten Weltkrieg musste das Gut erneut renoviert werden. Das Projekt der Rekonstruktion und Rekonstruktion des Innenraums wurde 1948 von Mieczysław Kuźma geleitet. Weitere Renovierungen erfolgten in den Jahren 1958 und 1968.

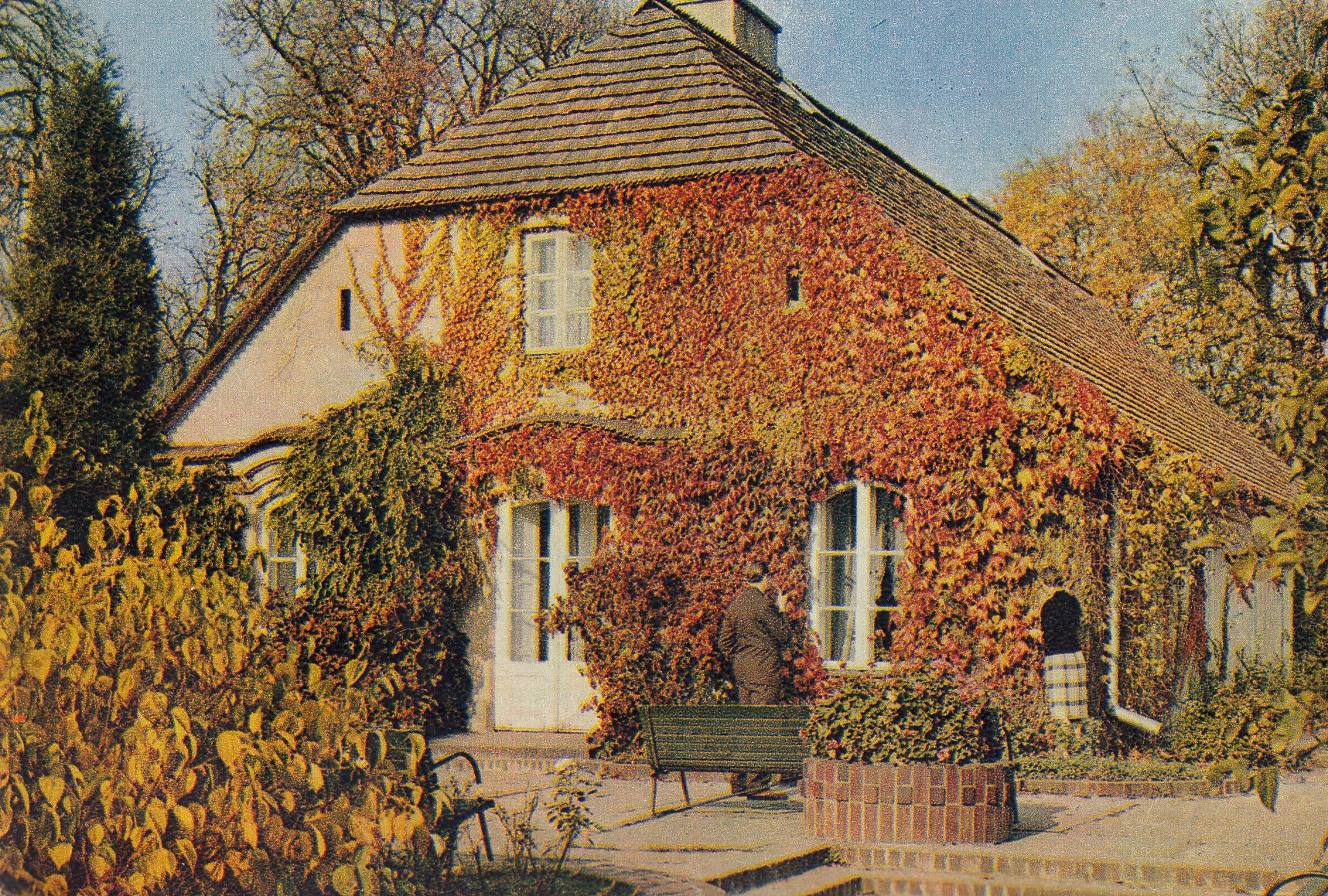
Das Haus in den 1960er Jahren

Im Jahr 1951 wurden das Herrenhaus und der Park dem Nationalmuseum Warschau übergeben Ab 1953 stand das Gebäude unter der Obhut der Chopin-Gesellschaft in Warschau. Derzeit ist es eine Zweigstelle des Frédéric-Chopin-Museums Warschau. Jedes Jahr wird Żelazowa Wola von etwa 200.000 Gästen aus dem In- und Ausland besucht.

## Heutige Ausstellung
Die zweite Dauerausstellung wurde im Frédéric Chopin-Jahr 2010 eröffnet. Dafür wurden zahlreiche Ausstellungsstücke aus dem Haus entfernt. Die Ausstellung besteht aus zwei Teilen. Zum einen wird die Inneneinrichtung eines bescheidenen Herrenhauses aus dem 19. Jahrhundert, die die Atmosphäre des Familienhauses des Komponisten nachbildet, gezeigt. Darüber hinaus wird eine biografische Ausstellung über Frédéric Chopin angeboten. Das Nebengebäude, in dem der arme Lehrer Mikołaj Chopin mit seiner Frau lebte, war entsprechend der finanziellen Lage der Familie zwangsläufig bescheiden eingerichtet.
In sechs Räumen befinden sich Gegenstände aus Chopins Zeit. Es sind aber keine Möbel, Instrumente oder Gemälde aus dem Chopin-Haus erhalten. Es sind aber verschiedene Originalobjekte aus dem Umfeld zu sehen. Dazu gehören Souvenirs der Chopin-Familie, beispielsweise Bücher aus der Bibliothek von Nicolas Chopin – die einzigen erhaltenen Gegenstände, die die Chopins wahrscheinlich in ihren Zimmern in Żelazowa Wola hatten. Außerdem werden Erstausgaben von Kompositionen des jungen Chopin und einen Brief des siebzehnjährigen Komponisten an seine Familie ausgestellt.
Der Musiksaal verfügt über einen modernen Konzertflügel. Zwei weitere wurden im Zimmer der Mutter aufgestellt (ein Klavier aus dem 19. Jahrhundert aus der Fabrik von F. Leszczyński) und im Kinderzimmer (ein Giraffenklavier mit einem vertikalen Resonanzkasten). Neben Instrumenten, klassizistischen Möbeln und einem Kachelofen vom Anfang des 19. Jahrhunderts fallen vor allem die mit polychromen Blumenmotiven verzierten Balkendecken auf.
An den weiß getünchten Wänden der Räume hängen Bilder von Mitgliedern der Familie Chopin (Kopien von Ölporträts von Ambroży Mieroszewski aus den 1820er Jahren, Reproduktionen von Frédérics Porträts nach Maria Wodzińska und Eliza Radziwiłłówna) sowie Ansichten von Warschau. Diese werden ergänzt durch Faksimiles von Dokumenten: der Heiratsurkunde der Eltern, Frédérics Geburts- und Taufregister sowie Musikmanuskripte, Zeichnungen und Briefe.

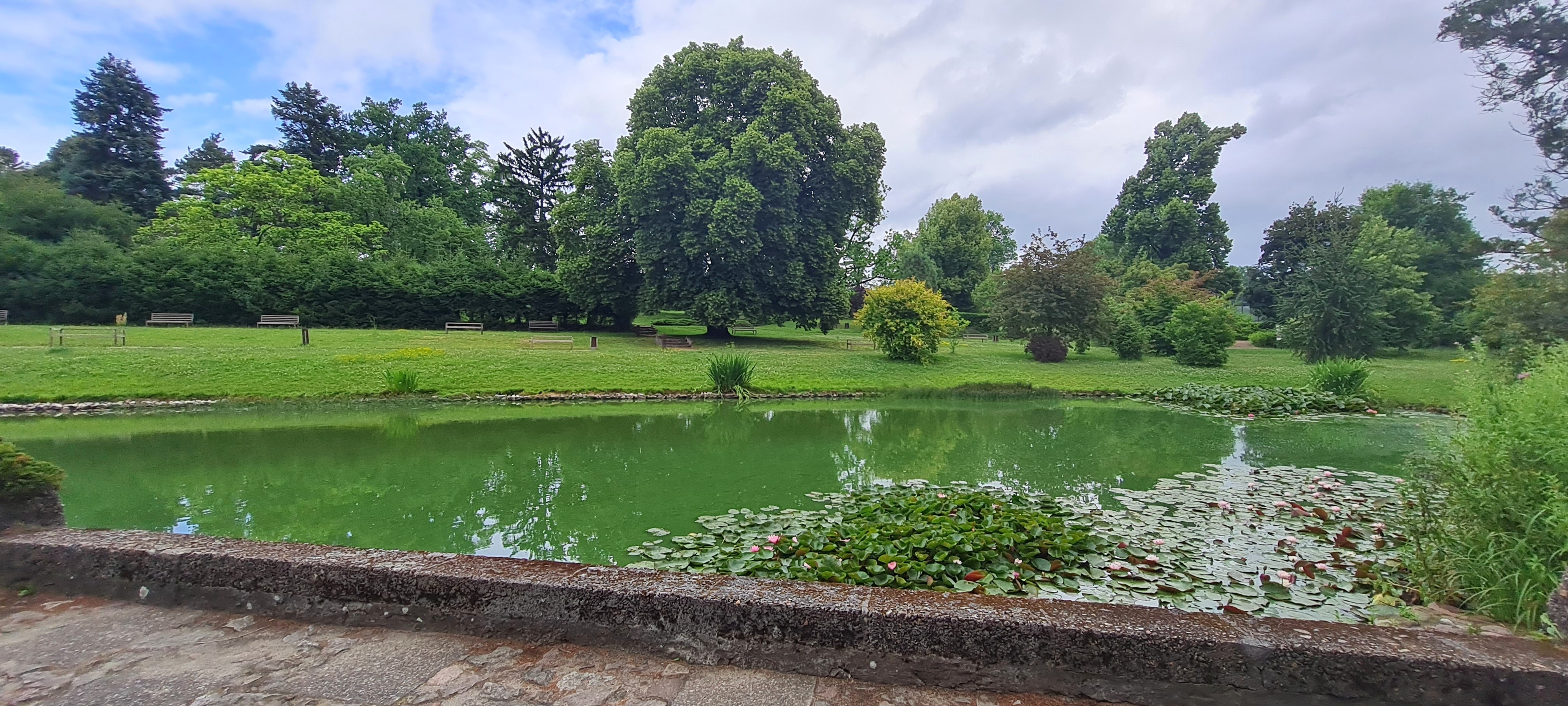
Teich an der Open-Air-Bühne

Der Besucher betritt das Anwesen durch einen aus Feldsteinen und Holz erbauten Neubau, in dem sich der Kassenbereich, Veranstaltungsräume und ein Souvenirshop befinden. In einem weiteren Neubau befinden sich ein Café und ein Konzert- und Kinosaal mit 80 Sitzplätzen, in dem in Dauerschleife Filme über Chopins Leben gezeigt werden. Beide Gebäude wurden von Bolesław Stelmach entworfen. Er leitete ebenfalls die Revitalisierung des Gutsparks. Dabei wurde eine zweite Brücke über die Utrata gebaut und die Bühne am Teich renoviert.

## Konzerte
Seit 1959 wird Żelazowa Wola von Künstlern aus Polen und dem Ausland sowie Teilnehmern der Internationalen Klavierwettbewerbe besucht. Diese führen Werke des Komponisten an seinem Geburtsort auf. An den Wochenenden zwischen Mai und September Kurzkonzerte mit Chopins Musik statt.
Neben öffentlichen Konzerten finden im Herrenhaus auch Konzerte statt, die von Reisebüros, Organisationen und Einzelpersonen bestellt werden. Oft handelt es sich dabei um Abendkonzerte im Kerzenschein.
In den Innenräumen des Herrenhauses und im Park erklingt aus Lautsprechern die Chopins Musik.